# Ludwigsau
Ludwigsau är en kommun i Landkreis Hersfeld-Rotenburg i Regierungsbezirk Kassel i förbundslandet Hessen i Tyskland.
Kommunen bildades 31 december 1971 genom en sammanslagning av de tidigare kommunerna Biedebach, Friedlos, Gerterode, Mecklar och Tann. Samtidigt bildes kommunen Ludwigseck genom en sammanslagning av kommunerna Beenhausen, Ersrode, Hainrode och Oberthalhausen. Ludwigseck upplöste 1 augusti 1972 och de tidigare kommuner uppgick i Ludwigsau och kommunerna Niederthalhausen, Meckbach och Rohrbach uppgick samtidigt i Ludwigsau.